# Arktički galeb
Arktički galeb (polarni galeb, Larus glaucoides) je srednje velik galeb koji se razmnožava u arktičkim regijama Kanade i Grenlanda. Specifični naziv glaucoides označava njegovu sličnost s Larus glaucusom, gdje -oides na starogrčkom znači "nalik".
Ovaj galeb je ptica selica, a prezimljava od sjevernog Atlantika do Britanskih otoka i najsjevernijih država istoka SAD-a, kao i u unutrašnjosti Sjeverne Amerike zapadno od zapadnih Velikih jezera. U Europi je puno rjeđi od sličnog Larus hyperboreusa.

## Opis
Polarni galeb je srednje velik galeb, iako relativno vitak i lagan. Dužina mu je od 50 to 64 cm, raspon krila je od 115 to 150 cm, a težina je od 480 to 1100 grama. Manji je i tanjeg kljuna od vrlo velikog ledenog galeba, a obično je manji od srebrnastog galeba. Potrebne su mu četiri godine da dostignu zrelost.
Nominalma podvrsta, L. g. glaucoides, vrlo je blijed po cijelom perju, bez apsolutno ikakvog melanina u vrhovima primarnih dijelova odraslog perja. Odrasli su s leđa svijetlosivi, sa žućkastozelenim kljunom. Nezrele ptice su vrlo blijedo sive; kljun je tamniji nego kod ledenog galeba i nema ružičaste boje.
Glasanje mu poput smijeha, kao kod srebrnastog galeba, ali višeg tona.
Kao i većina galebova iz roda Larus ove ptice su svejedi, jedu ribe, mekušce, iznutrice, ostatke i jaja. Hrane se dok lete, skupljajući hranu na površini vode ili neposredno ispod nje, a hrane se i tijekom šetnje ili plivanja. Njihove navike strvinarenja vode ih do deponija smeća, odvoda kanalizacije i mjesta gdje se riba čisti. 

## Podvrste
Američki takson Kumlienov galeb često se smatra podvrstom, L. g. kumlieni, islandskog galeba. Američko ornitološko društvo od 2017. smatra takson Thayerov galeb podvrstom, L. g. thayeri, islandskog galeba.

## Razmnožavanje
Ova se vrsta razmnožava kolonijalno ili pojedinačno na obalama i liticama, praveći gnijezdo obloženo travom, mahovinom ili morskim algama na tlu ili litici. Obično se polože dva ili tri svijetlosmeđa jaja. Gnijezde se u Kanadi i Grenlandu, ali ne i na Islandu, unatoč njegovom nazivu na engleskom jeziku (Iceland gull, islandski galeb).

## Vanjske poveznice
- Podatci o vrsti Larus glaucoides sa stranice BirdLife
- Larus glaucoides. Avibase
- Mediji za Arktički galeb. Internet Bird Collection
- Galerija slika na temu Arktički galeb na stranici VIREO (Sveučilište Drexel)
- Interaktivna karta za Larus glaucoides na IUCN-ovim kartama za Crveni popis
- Zvukovne snimke na temu Iceland gull na stranici Xeno-canto.
- Larus glaucoides u  galeriji Field Guide: Birds of the World na Flickru

Ostali projekti
|  | Zajednički poslužitelj ima stranicu o temi Larus glaucoides    |
|  | Zajednički poslužitelj ima još gradiva o temi Larus glaucoides |
|  | Wikivrste imaju podatke o taksonu Larus glaucoides             |